# Eyedea
Eyedea (Micheal Larsen), född 9 november 1981, död 16 oktober 2010, var en freestyle-battler och undergroundrappare av irländsk och libanesisk härkomst. Hans anmärkningsvärda segrar inkluderar en seger på Scribble Jam (1999) och den kända TV-sända Blaze Battle (2000) som sponsrades av HBO. Han har även rappat under pseudonymen Oliver Hart och i rap-duon Eyedea & Abilities. Hans icke-battle texter var oftast filosofiska och realistiska. En stor del av hans musik beskriver en berättelse genom komplexa meningar och metaforer.

## Biografi
Eyedea bodde med sin mor Kathy öster om Saint Paul i Minnesota där han gick till Highland Park High School för studier. Eyedea blev känd som en battle-MC mellan 1997 och 2011 medan han var på turné med Atmosphere. Under denna turné deltog han i Blaze Battle, Rock Steady Anniversary och Scribble Jam där han vann topp-placeringar. Eyedea turnerade som extra MC och DJ för Atmosphere.
År 2001 släppte Eyedea sitt officiella album med DJ Abilities (innan hette de Sixth Sense, dock bytte de namn till Eyedea & Abilities). Ett år senare splittrades Eyedea från DJ Abilities och släppte albumet The Many Faces of Oliver Hart, or: How Eye One the Write Too Think, som han producerade själv under pseudonymen Oliver Hart. År 2004 återförenades Eyedea & Abilities för att sedan släppa albumet E&A.
Alla album och singlar under namnet Eyedea, Oliver Hart, Eyedea & Abilities släpptes under Rhymesayers Entertainment, med undantag av hans rockband CARBON CAROUSEL som släpptes under Crushkill Recordings, Eyedeas eget skivbolag. Anledningen till att hans album som CARBON CAROUSEL inte släpptes under Rhymesayers Entertainment var att det var ett rockband och Rhymesayers Entertainment signerar endast rap- och hiphop-artister.
Eyedea dog i sömnen den 16 oktober 2010.  Han hittades av sin mor, Kristoff Krane och Sadistik. Eyedea dog av "opiat toxicitet" enligt Ramsey Countys medicinska granskare. De specifika läkemedlen som hittades i hans kropp har inte avslöjats för allmänheten.

## Diskografi

### Album
- First Born (2001) (med DJ Abilities, som Eyedea & Abilities)
- The Many Faces of Oliver Hart, or: How Eye One the Write Too Think (2001) (som Oliver Hart)
- E&A (2004) (Eyedea & Abilities)
- This Is Where We Were (2006) (med Face Candy)
- By the Throat (2009) (Eyedea & Abilities)
- Waste Age Teenland (2011) (Face Candy)
- Grand's Sixth Sense (2011) (med DJ Abilities, som Sixth Sense, inspelad omkring 1990)

### EP
- The Whereabouts of Hidden Bridges (2000) (med Oddjobs)
- The Some of All Things, or: The Healing Power of Scab Picking (2006) (med Carbon Carousel)
- Duluth Is the Truth (2009)
- When in Rome, Kill the King (2010) (som Micheal Larsen)
- Freestyles (2010)

### Mixtapes
- E&A Road Mix (2003) (Eyedea & Abilities)

### Live albums
- Birthday (I Feel Triangular) (2011) (med Guitar Party)

### Singlar
- "Pushing Buttons" 12" (2000) (Eyedea & Abilities)
- "Blindly Firing" 12" (2001) (Eyedea & Abilities)
- "Now / E&A Day" 12" (2004) (Eyedea & Abilities)
- "Carbon Carousel Single Series #1" (2007) (Carbon Carousel)
- "Nervous" (2007) (Carbon Carousel)

### Gästspelningar
- "Best Kind" av Slug of Atmosphere (1997)
- "Native Ones Live @ The Entry" av Atmosphere på "Headshot: Vol.6-Industral Warfare" (1998)
- "Monster Inside" av Anomaly påHowle's Book (1998)
- "Savior?" av Sole, Slug och Eyedea på Music for the Advancement of Hip Hop (1999)
- "Embarassed" av Sage Francis och Slug på Sick of Waging War (2001)
- "Gotta Love Em" av Slug & Eyedea på DJ Murge Search and Rescue (2002)
- "The Stick Up" av Atmosphere på "Headshots Se7en" (2002)
- "More From June" av Deep Puddle Dynamics on "We Aint Fessin" (2002)
- "We Aint Fessin (Double Quotes)" av Deep Puddle Dynamics på"We Aint Fessin" (2002)
- "Miss By A Mile" av Aesop Rock, Eyedea & Slug på We Came From Beyond, Vol 2 (2003)
- "Play Dead Til They Kill You" av Saturday Morning Soundtrack på Saturday Morning Soundtrack (2005)
- "Quality Programming" av Booka B på Basementality (2005)
- "L-Asorbic Acid" av The Crest & Eyedea + Carnage på "Skeptic" (2005)
- "Everything's Perfect" av AWOL one på"War of Art" (2006)
- "Frisbee" av Abstract Rude (2006)
- "Dopamine" av Playaz Longue Crew på Hype Hop (2007)
- "Thanks But No Thanks" av Sector 7G på "Scrap Metal" (2007)
- "Head Tripping" av Kristoff Krane on "This Will Work For Now" (2008)
- "Is It Right" av Kristoff Krane på "This Will Work For Now" (2008)
- "Dream" av No Bird Sing på "No Bird Sing" (2009)
- "Best Friends" av Kristoff Krane på Picking Flowers Next To Roadkill (2010)
- "Sneak" av The Let Go på Morning Comes (2010)
- "Dead Wallets" av Sinthesis Feat. Ecid på "Movement 4:6" (2010)
- "Rockstars Don't Apologize" av Ecid, Awol One, och Kristoff Krane på "Werewolf Hologram" (2012)
- "Purest Disgust" av Debaser påPeerless
- "Cataract Vision" av Eyenine på Afraid to Dream
- "Perfect Medicine" av Serebe
- "Savior Self" av Sadistik, CasOne, Kristoff Krane, och Alexipharmic

## Fotnoter
1. ↑  http://www.bloginity.com/2010/10/eyedea-dead-at-28-michael-larsen-indie-singer-of-rhymesayer/